# Aquismón
Aquismón ist ein Ort mit knapp 3.000 Einwohnern und Hauptort der ungefähr 50.000 Einwohner zählenden gleichnamigen Gemeinde (municipio) im Südosten des mexikanischen Bundesstaats San Luis Potosí. Wegen seines kolonialzeitlichen Charakters zählt der Ort seit dem Jahr 2018 zu den Pueblos Mágicos.

## Lage und Klima
Der Ort Aquismón liegt in den waldreichen Bergen der Sierra Madre Oriental ca. 430 km (Fahrtstrecke) nördlich von Mexiko-Stadt bzw. ca. 300 km südöstlich der Stadt San Luis Potosí in einer mittleren Höhe von etwa 550 m. Aquismón ist ca. 100 km Luftlinie vom Golf von Mexiko entfernt, der das Klima in hohem Maße beeinflusst, denn es ist meist schwülwarm und regenreich (ca. 2000 mm/Jahr).

## Bevölkerung
| Jahr      | 2000  | 2010  | 2020  |
| Einwohner | 1.764 | 2.127 | 2.174 |

Nur ein Teil der Einwohner ist spanischer Abstammung; die meisten sind Indianer oder Mestizen. Umgangssprachen sind Spanisch sowie ein regionaler Nahuatl-Dialekt.

## Wirtschaft
Die heutigen Bewohner leben im Wesentlichen vom Kaffeeanbau; auch der Obstbau und die Kleinviehhaltung spielen eine gewisse Rolle für die weitgehende Selbstversorgung. Im Ort selber haben sich Kleinhändler, Handwerker und Dienstleister aller Art niedergelassen, die die wachsende Zahl der Tagestouristen mit allem Notwendigen versorgen.

## Geschichte
Der von Huasteken-Indianern (Teenek) bewohnte Ort Taquixmón befand sich im Privatbesitz des Azteken-Herrschers Montezuma II. und ging nach der Eroberung Tenochtitláns durch die Spanier (1521) in den Besitz von Hernán Cortés über, der ihn jedoch im Jahr 1525 seinem Mitstreiter Gonzalo de Ocampo übergab. Im Gefolge der Conquistadoren kamen Missionare des Franziskanerordens, die zunächst das Umland, später auch Gebiete im Norden Mexikos christianisierten.

## Sehenswürdigkeiten
- Hauptkirche des Ortes ist die nach einem Brand der Vorgängerkirche im Jahr 1725 begonnene einschiffige Pfarrkirche San Miguel Arcángel, deren unverputzter Glockenturm (campanario) in mehrere Geschosse gegliedert ist und in einer Laterne endet. Ihm gegenüber befindet sich ein dreifach durchbrochener Glockengiebel (espandaña), der wohl nur während der Bauzeit genutzt wurde. Das Kirchenschiff mitsamt dem Altarbereich wird von Eisenträgern überspannt.

Umgebung
- Ungefähr 15 km südwestlich von Aquismón liegt die über 500 m tiefe „Schwalbenhöhle“ (Sótano de las Golondrinas), die jedoch für Besucher größtenteils geschlossen ist.[3]